# Psorosticha zizyphi
Psorosticha zizyphi (tên tiếng Anh: Citrus Leaf Roller) là một loài bướm đêm thuộc họ Oecophoridae. Nó được tìm thấy ở đông nam Á, bao gồm Hồng Kông, Ấn Độ, Tích Lan, New Guinea và Queensland và New South Wales ở Úc.
Ấu trùng ăn chồi non của nhiều loại cây trong họ Rutaceae, bao gồm Citrus limon, Citrus reticulata, Aegle marmelos, Feronia elephantum, Glycosmis pentaphylla và Murraya koenigii, cũng như các loại cây khác như Zizyphus jujuba và Ailanthus excelsa. Chúng sinh sống trong lá cuốn của cây chủ. Quá trình hoá nhộng diễn ra trong lá cuốn.
Loài này bị xem là vật gây hại cho các cây Citrus.